# 나우르스키군

나우르스키 군의 위치

나우르스키군(러시아어: Нау́рский райо́н)은 체첸 공화국와 위치한 군이다. 체첸 공화국의 북쪽에 위치해 있으며 인구는 2002년에 5만1,143명이다. 중심지는 나우르스카야이다.